# Vrouwenkorfbal

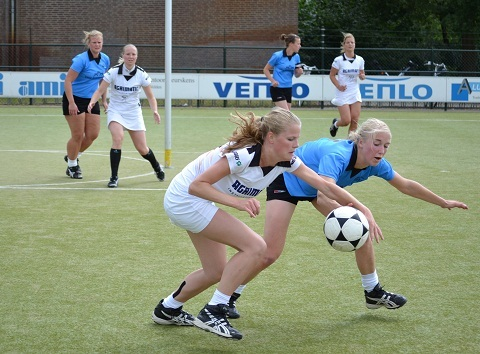
Dameskorfbal

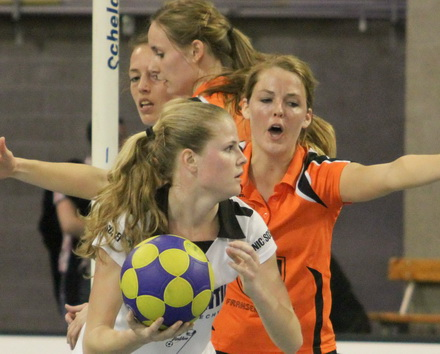
Zaalwedstrijd Korfrakkers (oranje) tegen Swift (wit)

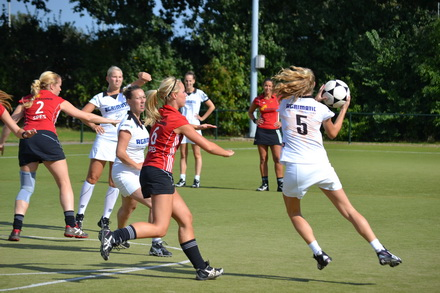
Veldkorfbal Swift tegen SPES (rood)

Dameskorfbal (vrouwenkorfbal) is een discipline van het korfbal, maar is in tegenstelling tot korfbal niet gemengd. 

## Opzet
Sinds 1938 is er een variant op het gewone korfbal en dat is dameskorfbal. Dit wordt gespeeld in twee vakken met twee partijen van elk 8 speelsters. Een grote afwijking is er niet.

## Geschiedenis
In het Zuiden van Nederland (Noord-Brabant, Limburg en een deel van Gelderland) werd in 1947 de Nederlandse Dames Korfbalbond (NDKB) opgericht. Vanuit het katholieke geloof werd destijds niet gemengd gesport, maar wel speelden vrouwen deze teamsport. Dameskorfbal is daardoor vooral tactisch een ander spel. Iedereen mag iedereen verdedigen, daarom moet er over het algemeen iets langer gecombineerd worden, voordat de vrije schotkans ontstaat. Het dameskorfbal wordt in met name Zuid-Nederland beoefend door ruim 10.000 vrouwen en kent onder andere een topklasse- en twee hoofdklasse-poules. Hoogtepunt van de zaalcompetitie is de finale in maart in het Indoor-Sportcentrum Eindhoven, goed voor zo'n 4.000 bezoekers. De NDKB voerde als eerste korfbalbond 2-vakskorfbal en midweekkorfbal in. De NDKB is in 1994 gefuseerd met het KNKV vanwege een subsidiekwestie. Er is een veld- en een zaalcompetitie. In de zaal Topklasse is met ingang van het seizoen 2014/15 de  'schotklok' ingevoerd. Dit houdt in dat er in de aanval binnen 25 seconden de korf geraakt dient te worden. Het seizoen 2019/20 werd niet afgemaakt vanwege de coronacrisis.

## Kampioenschappen
| Jaar | Veld                       | Zaal                      | Beker                |
| ---- | -------------------------- | ------------------------- | -------------------- |
| 2025 |                            |                           |                      |
| 2024 | Rosolo                     | Be Quick                  |                      |
| 2023 | Rosolo                     | Be Quick                  | Rosolo               |
| 2022 | Rosolo                     | Rosolo                    | –                    |
| 2021 | –                          | –                         | –                    |
| 2020 | –                          | –                         | –                    |
| 2019 | Korfrakkers                | Rosolo                    | DDW                  |
| 2018 | Be Quick                   | Korfrakkers               | Rosolo               |
| 2017 | DDW                        | Korfrakkers               | DDW                  |
| 2016 | Korfrakkers                | Korfrakkers               | Korfrakkers          |
| 2015 | Be Quick                   | Korfrakkers               | Korfrakkers          |
| 2014 | Korfrakkers                | SPES                      | Korfrakkers          |
| 2013 | Rosolo                     | SPES                      | SPES                 |
| 2012 | Korfrakkers                | Korfrakkers               | Korfrakkers          |
| 2011 | SPES                       | Korfrakkers               | SPES                 |
| 2010 | SPES                       | SPES                      | Swift                |
| 2009 | Be Quick                   | Korfrakkers               | Korfrakkers          |
| 2008 | Korfrakkers                | Korfrakkers               | Korfrakkers          |
| 2007 | Swift                      | Korfrakkers               | Korfrakkers          |
| 2006 | Korfrakkers                | Korfrakkers               | Korfrakkers          |
| 2005 | SPES                       | Swift                     | SPES                 |
| 2004 | Korfrakkers                | SPES                      | Be Quick (Nuland)    |
| 2003 | SPES                       | SPES                      | SPES                 |
| 2002 | SPES                       | SPES                      | Korfrakkers          |
| 2001 | SPES                       | SPES                      | De Korfrakkers (Erp) |
| 2000 | Swift                      | DDW                       | SPES                 |
| 1999 | SPES                       | DDW                       | DDW                  |
| 1998 | Swift                      | JES                       | DDW (Hooge Mierde)   |
| 1997 | SPES                       | Swift                     | SPES                 |
| 1996 | SPES                       | Jes                       | SPES                 |
| 1995 | SPES (Milsbeek)            | Swift                     | Jes (Venhorst)       |
| 1994 | Rosolo                     | Rosolo                    | Rosolo               |
| 1993 | Rosolo                     | Rosolo                    | Rosolo               |
| 1992 | Rosolo                     | Rosolo                    | Rosolo               |
| 1991 | Rosolo                     | Rosolo                    | Rosolo               |
| 1990 | GEKO                       | Rosolo                    | Rosolo               |
| 1989 | Rosolo                     | Rosolo                    | ONA (Overasselt)     |
| 1988 | Rosolo                     | Swift                     | Rosolo               |
| 1987 | Rosolo                     | Rosolo                    |                      |
| 1986 | GEKO                       | GEKO                      |                      |
| 1985 | GEKO                       | GEKO                      |                      |
| 1984 | GEKO                       | Rosolo (Reusel)           |                      |
| 1983 | GEKO                       | Fortuna (Bergharen)       |                      |
| 1982 | Swift                      | GEKO (St. Michielsgestel) |                      |
| 1981 | Swift                      | Swift                     |                      |
| 1980 | Swift                      | BMC (Berlicum)            |                      |
| 1979 | Concordia                  | Swift                     |                      |
| 1978 | Concordia                  | Swift (Velden)            |                      |
| 1977 | Concordia                  |                           |                      |
| 1976 | Concordia                  |                           |                      |
| 1975 | Concordia (Sint-Oedenrode) |                           |                      |
| 1974 | Vessem                     |                           |                      |
| 1973 | Vessem                     |                           |                      |
| 1972 | Vessem (Vessem)            |                           |                      |